# およそ3
およそ3は、広島県出身の3人組バンドである。自称・次世代型ハイブリッドユニット。左右がおっさんで真ん中がゆとり。面白ければ何でもオッケーを合言葉に活動している。

## 概要
グループ名の由来は葵からゆとり世代のメンバーあーこへの「円周率およそ3で習ったじゃろ？」の一言から。
2013年3月14日に広島で結成。
2013年11月には結成8か月の早さで1st Full Album『r』を全国リリース。広島CAVE-BEにてレコ発ワンマンライブを行う。『ひろしまフラワーフェスティバル』に2013年よりFFゲストとして出演。
2014年8月にはメンバーがレコーディングを担当し、一部楽曲の製作にも参加したバンド主宰のコンピレーションアルバム『ロックとかきこうず』を全国リリース。
同時期より新たな試みとして「会場&通販限定シングル連続リリース企画」と「コラボレーション募集企画」を同時に開始し、4枚のシングル『UCHU NO HAJIMARI』『およそ3、バンドやめるってよ』『Unknown Artist』『だいたいの曲は似ている』を発売。
2017年6月に活動拠点を東京へ移す。
2018年4月には全国流通で2nd Full Album『作ってみた』を、2019年3月には会場&通販限定5thシングル『俺たちの平成』を発売。2020年4月には会場＆通販限定6thシングル『マキャベリさん』を発売。
ユニークな歌詞・全員ボーカル・変幻自在な楽器構成・何でもコラボレーション等の自由なパフォーマンスを追求し、レコーディングやMV制作も自ら行う究極のD.I.Y.バンドである。
また、東京と広島を中心にYouTubeでのワンマンライブ配信・40時間連続配信やスマートフォンアプリゲームとのコラボレーション、他アーティストへの楽曲提供などバンドの枠を超えた様々なアプローチにも挑戦している。

## メンバー
| 名前   | 誕生日  | 担当                     | その他 |
| ------ | ------- | ------------------------ | --- |
| あーこ | 8月7日  | ゆとりの女               | 全ての楽曲でメインボーカルを担当。 一部の楽曲の作詞も行う。 ゆとり世代。 |
| J.K    | 1月4日  | ギターとラップのおっさん | ほぼ全ての楽曲でギターを担当。 バンドの楽曲を作詞作曲する他、まなみのりさ、THE BANANA MONKEYS、手羽先センセーション等多数のグループへの楽曲提供も手掛ける。名探偵Jackとしてソロ曲「K.N.J」「リアル」「キラキラ女子」なども配信している。 |
| 葵     | 9月22日 | いろいろやるおっさん     | 楽曲によりギター、ベース、キーボード、ドラムなど多数の楽器を担当。 バンドの楽曲を作詞作曲する他、真っ白なキャンバス等多数のグループへの楽曲提供も手掛ける。2019年3月に結婚を発表。                                                       |

## ディスコグラフィー
| #   | タイトル                    | リリース日     | 備考     |
| --- | --------------------------- | -------------- | -------- |
| 1st | UCHU NO HAJIMARI            | 2014年08月29日 |          |
| 2nd | およそ3、バンドやめるってよ | 2014年12月19日 |          |
| 3rd | Unknown Artist              | 2015年06月06日 |          |
| 4th | だいたいの曲は似ている      | 2017年08月29日 |          |
|     | おまけ                      | 2018年04月12日 | おまけCD |
| 5th | 俺たちの平成                | 2019年03月14日 |          |
| 6th | マキャベリさん              | 2020年04月1日  |          |

| #   | タイトル           | リリース日     | 規格品番  | 備考                                        |
| --- | ------------------ | -------------- | --------- | ------------------------------------------- |
| 1st | r                  | 2013年11月13日 | SGOF-0001 |                                             |
|     | ロックとかきこうず | 2014年08月13日 | SGOF-0003 | およそ3プロデュースコンピレーションアルバム |
| 2nd | 作ってみた         | 2018年04月04日 | YJCD-0001 |                                             |

## タイアップ
| 年       | 曲目                        | タイアップ                                                              |
| -------- | --------------------------- | ----------------------------------------------------------------------- |
| 2016年   | ザ・ワールド                | 秋田日産自動車セレナ・ノートCM                                          |
| 2016年   | およそ3、バンドやめるってよ | スマホアプリ うしろ！うしろ！                                           |
| 2016年   | What A Wonderful Life       | スマホアプリ カナちゃんのひみつ                                         |
| 2018年   | 加速度α                     | 磐田市PR動画『IWATAのチカラ iPower』                                    |
| 2018年   | Activation                  | みろくの里プールCM                                                      |
| 2018年 - | そんなもんさ（替え歌）      | 秋田日産自動車提供秋田朝日放送 (AAB) 天気予報                           |
| 2022年 - | わが祖国より                | テレビ宮崎『よかとこ発見!蛙亭イワクラ使節団〜伊藤と肥満とサイダーと〜』 |